# Turo (car rental)

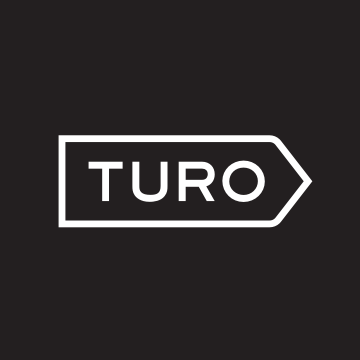
Logotipo da Turo.

A Turo, antiga RelayRides, é uma empresa de compartilhamento de carros peer-to-peer . A empresa permite que proprietários de carros particulares aluguem seus veículos por meio de uma interface on-line e móvel. A empresa está sediada em São Francisco . De 2013 a 2014, a RelayRides (como Turo era conhecido na época) foi objeto de uma investigação em Nova York sobre violações da lei estadual de seguro de veículos que resultaram em multas de US $ 200.000.
Em julho de 2019, a holding americana IAC investiu US $ 250 milhões na Turo, um acordo que avaliou a empresa em mais de US $ 1 bilhão.
Em 2020, Turo informou ter levantado US $ 30 milhões adicionais em financiamento de VC; um segundo acompanhamento para sua rodada Série E de US $ 250 milhões.

## História
O RelayRides foi lançado em Boston em junho de 2010. O conceito de compartilhamento de carros ponto a ponto foi inspirado em mercados on-line semelhantes, como Airbnb e eBay . No final de 2010, a empresa expandiu-se para São Francisco, onde agora está sediada. Em 2012, foi lançado em todo o país nos EUA.
Inicialmente, alugar um carro através do RelayRides exigia a instalação de um dispositivo para carro que permitia monitoramento GPS, desbloqueio remoto e entrada de cartão inteligente, semelhante ao ZipCar. Em 2012, a Turo estabeleceu uma parceria com a grande montadora General Motors e sua divisão OnStar, com o objetivo de permitir que os locatários desbloquem carros GM com seus telefones celulares sem instalar tecnologia adicional. Em 2013, no entanto, o RelayRides descontinuou o seu dispositivo veicular e a integração da tecnologia Onstar em favor da troca de chaves pessoalmente.
De 2010 a 2014, a RelayRides recebeu US $ 52,5 milhões em financiamento da Canaan Partners, August Capital, Google Ventures, Shasta Ventures e Trinity Ventures.
Em novembro de 2015, a RelayRides mudou seu nome para Turo para, segundo a empresa, refletir a mudança da empresa de aluguéis de curto e longo prazo. A Forbes a incluiu entre as 14 "startups sob demanda mais quentes" em 2015, com uma avaliação de US $ 311 milhões.
Em junho de 2018, a Turo anunciou planos de oferecer um novo dispositivo para automóvel, que permite monitoramento GPS e desbloqueio remoto através do aplicativo Turo.
Em 2016 e 2017, Turo foi lançado em três províncias canadenses: Alberta, Ontário e Quebec . Também em 2016, o Turo foi lançado no Reino Unido.

## Serviços
Ao contrário dos serviços tradicionais de aluguel de carros, a Turo não possui ou mantém nenhum carro. A empresa oferece uma plataforma através da qual os proprietários de carros podem alugar seus carros. O Turo afirma que sua plataforma reduz os custos de aluguel em comparação com os serviços tradicionais de aluguel de carros.
As pessoas que desejam alugar seus carros podem registrar seus carros on-line para serem alugadas por outros membros do Turo. O proprietário do carro informa quando e onde o carro estará disponível. Um membro do Turo que deseja alugar um carro reserva um horário específico para o carro on-line. Turo leva de 10 a 35 por cento da renda, dependendo da cobertura de seguro que fornece ao proprietário do carro. e paga pela quantidade de tempo que eles se inscreveram para.